# Rasa

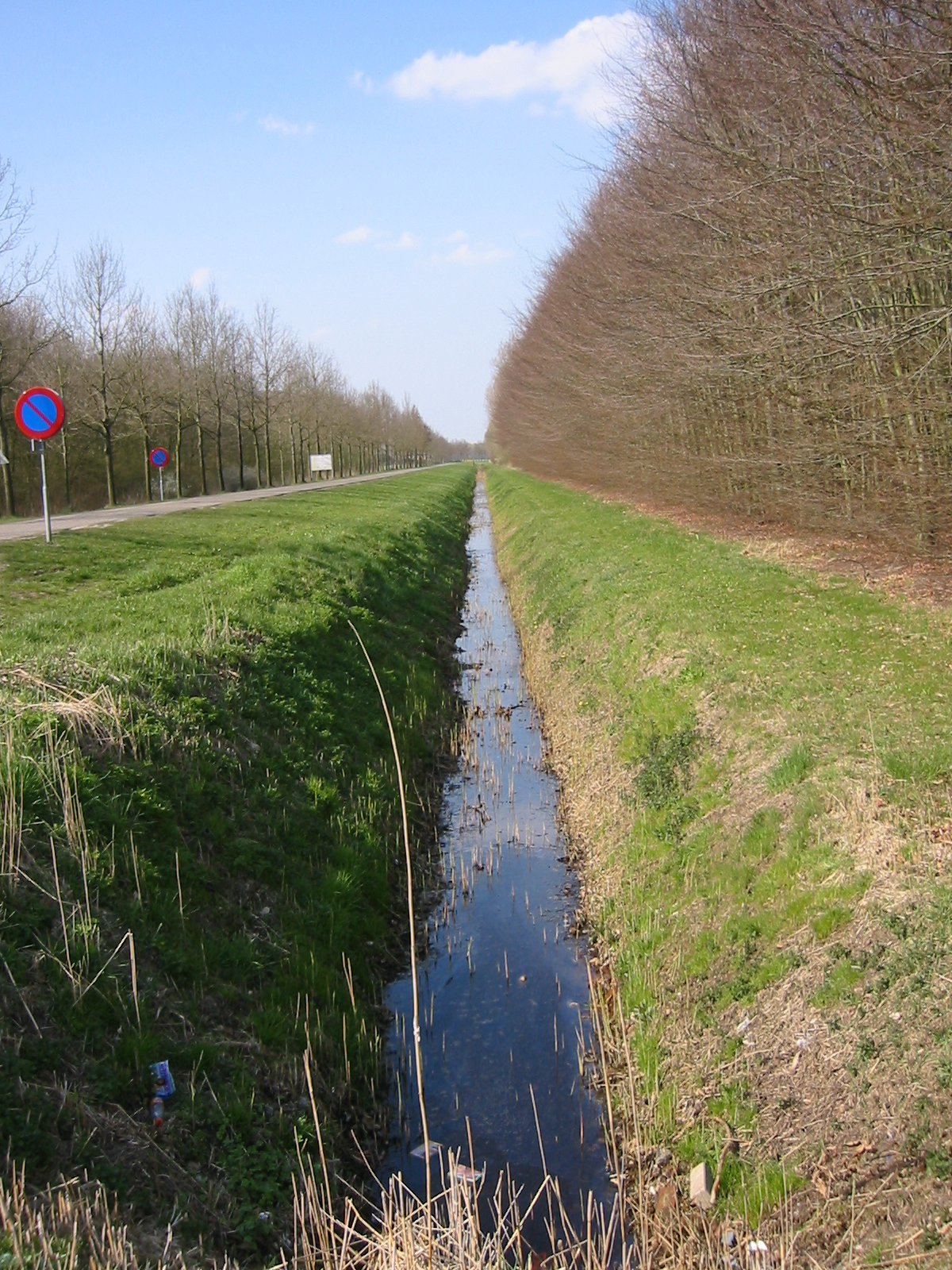
Una rasa als Països Baixos

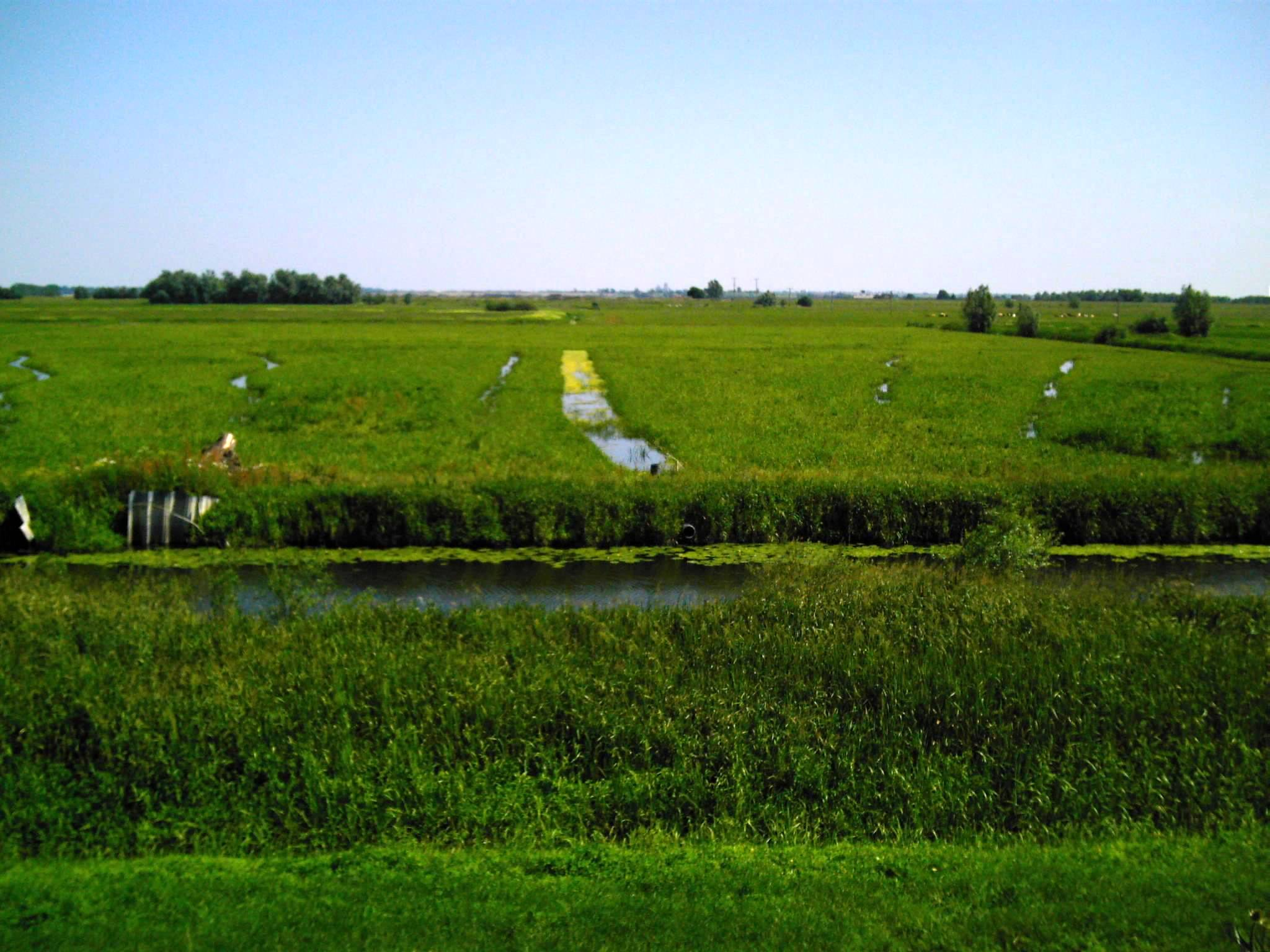
Rases a la reserva natural d'Ouse Washes.

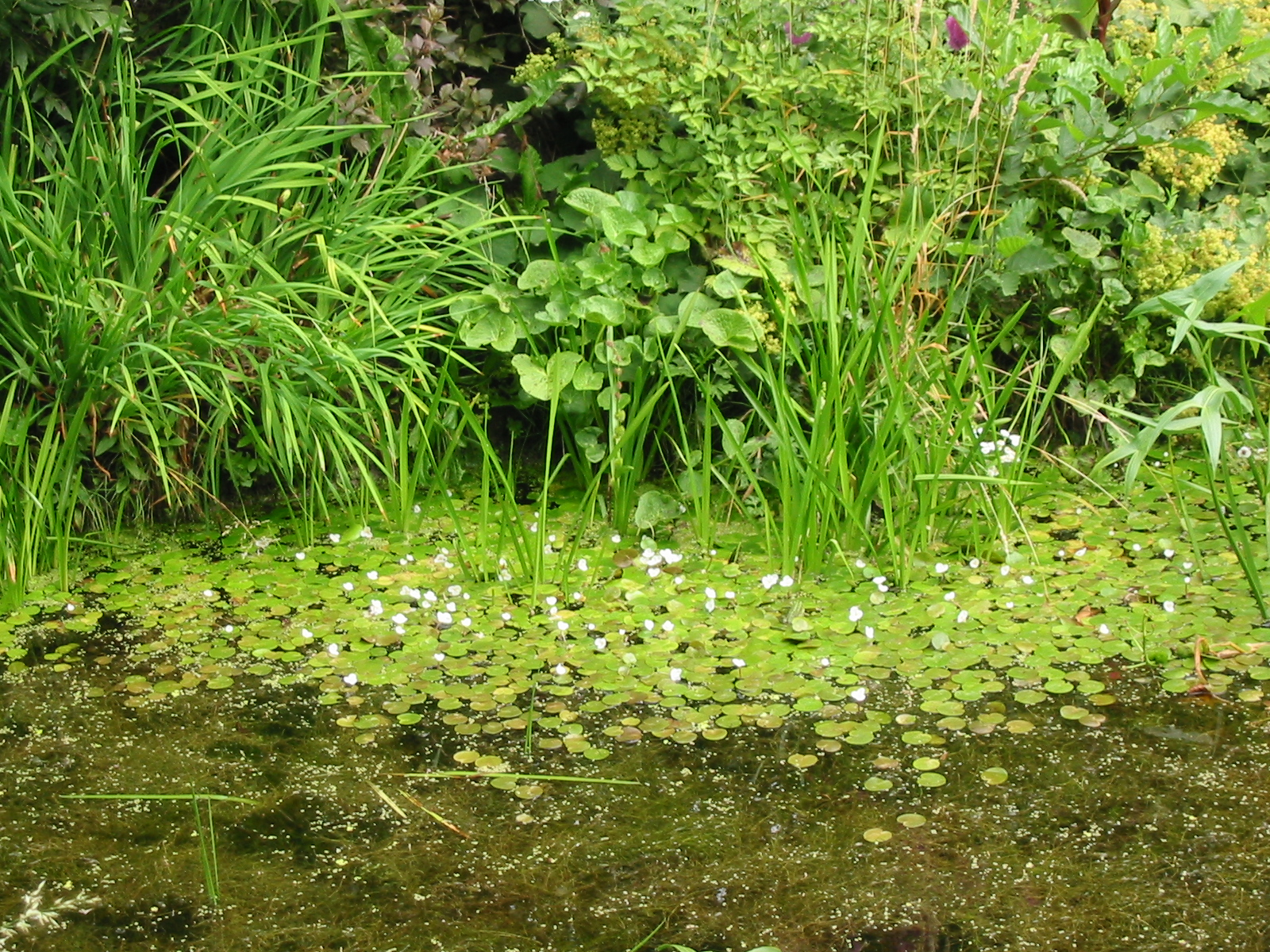
Plantes d'aigua que creixen en una rasa als Països Baixos: es veu Sagittaria sagittifolia a la dreta.

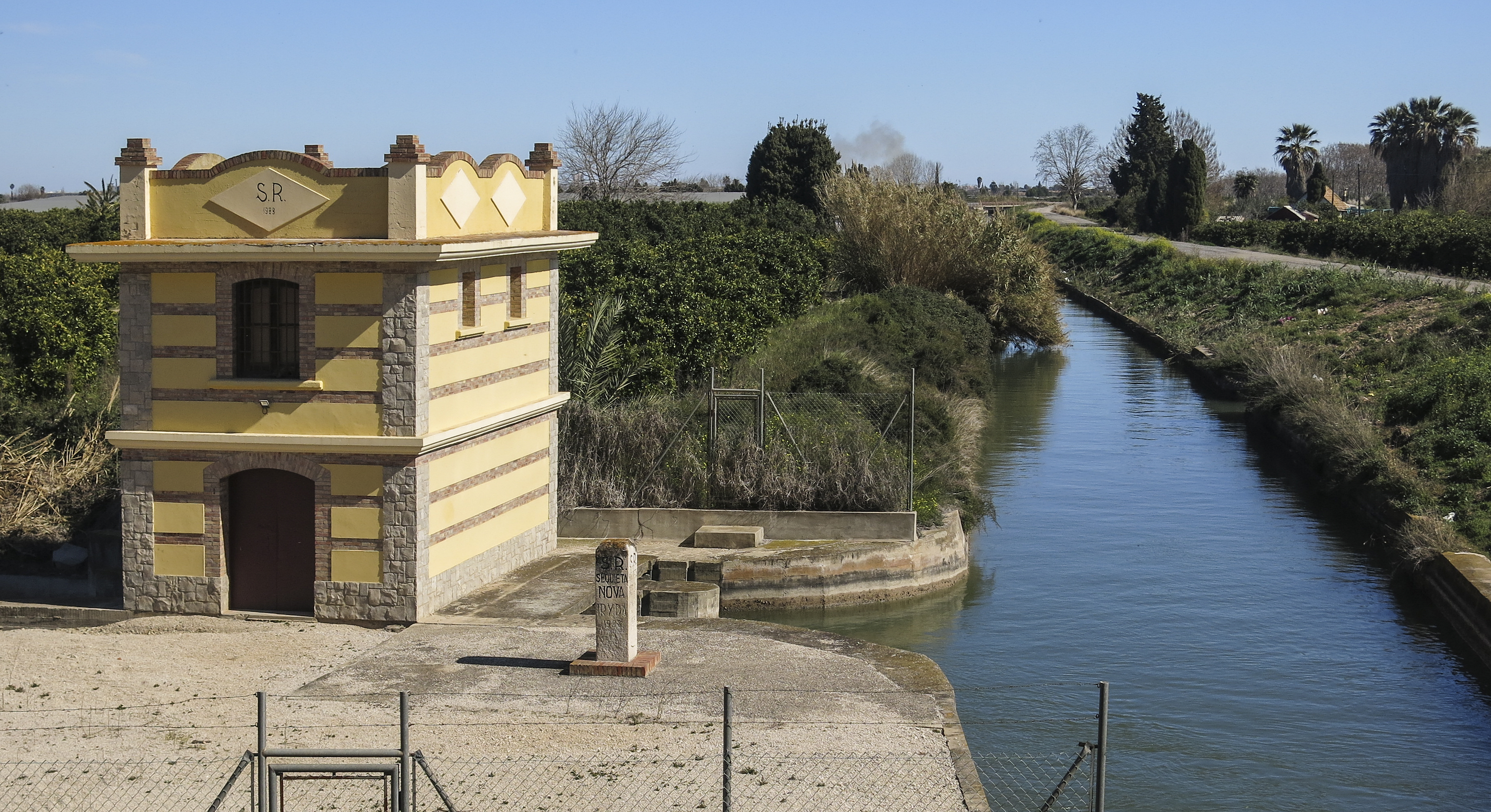
Séquia major de Sueca, País Valencià.

Una rasa és una excavació, solc o obra realitzada per canalitzar l'aigua, una estructura plana que es construeix al llarg dels terrenys inclinats que pot ser per prevenir l'erosió del sòl deguda a l'efecte de l'aigua de la pluja. També rep aquest nom una llera natural formada per les aigües pluvials.
La seva funció principal és evitar que la terra sigui emportada pel corrent d'aigua i retenir part d'aquesta per a l'ús dels cultius o la vegetació. Les rases es veuen comunament al voltant de terres de conreu, especialment a les zones que han requerit drenatge, com a la zona de The Fens a l'est d'Anglaterra i a gran part dels Països Baixos, entre molts altres llocs. A una rasa també s'anomena quan es duu a terme una excavació o forat, allargat i estret; es fa servir, entre d'altres, per a ubicar la fonamentació durant la construcció d'un edifici.
Les rases a les vores de la carretera poden representar un perill per als motoristes i ciclistes, els vehicles dels quals poden xocar-hi i fer-se danyar-se, bolcar-se o enganxar-se i causar lesions greus, especialment en males condicions climàtiques i en zones rurals.

## Història
En fortificació, es deia rasa al petit canal obert enmig d'un fonós sec per recollir les aigües. D'aquí se'n va estendre l'ús a les carreteres i, en general, a tota petita rasa o canal destinada al mateix objecte.
En l'àmbit militar, per exemple durant la Guerra Civil Espanyola, els soldats feien latrines o comunes fent una rasa allargada, sense cap construcció, paret ni protecció, més enllà d'unes canyes a banda i banda.

## Sostenibilitat
Les rases de drenatge tenen un paper important en l'agricultura a tot el món. Els sistemes de drenatge inadequats acceleren la contaminació de l'aigua, dessequen excessivament els sòls durant la sequera estacional i es converteixen en una càrrega financera per mantenir. Els equips de moviment de terres industrials faciliten el manteniment de rases de drenatge rectes, però l'atrinxerament provoca un augment dels costos ambientals i, finalment, profunds costos econòmics al llarg del temps.
El disseny sostenible del canal pot donar lloc a rases que en gran part s'automantenen a causa de l'equilibri geomorfològic natural. L'envasament net i l'erosió alentits comporten a una reducció neta del transport de sediments. Encoratjar el desenvolupament d'una sinuositat de rierol natural i una secció transversal de la rasa multiterrassa sembla ser clau per mantenir tant la capacitat màxima de drenatge de la rasa com la contaminació neta mínima i el transport de nutrients.
Les inundacions poden ser una de les principals causes de pèrdues recurrents de cultius, especialment en sòls pesats, i també poden pertorbar greument les economies urbanes. El drenatge subterrani a les rases ofereix una manera d'eliminar l'excés d'aigua dels camps agrícoles o dels espais urbans vitals, sense l'erosió i el transport de contaminació que resulta de l'escolament superficial directe. Tanmateix, l'excés de drenatge provoca pèrdues recurrents de rendiment dels cultius induits per la sequera i problemes més greus de calor urbà o dessecació.
El drenatge controlat del subsòl des de zones sensibles fins a rases de drenatge vegetat fa possible un millor equilibri entre el drenatge i les necessitats de retenció d'aigua. La inversió inicial permet a una comunitat reduir els nivells freàtics locals quan sigui necessari sense agreujar els problemes de sequera en altres moments.

## Herbicides
Es poden utilitzar herbicides per mantenir una rasa. Això es fa principalment per evitar les males herbes que avançarien cap al camp adjacent, però, en canvi, només poden implicar herbicides de fulla ampla específicament per produir farratge o fenc.

## Farratge
Les rases poden proporcionar farratge o ser collides per al fenc, ja que és habitual que hi creixin herbes. Si s'utilitzen herbicides, però, el fem resultant no es pot utilitzar necessàriament als camps de cultiu, perquè en alguns casos els herbicides passaran i produiran danys als cultius.